# Difluorophosphate

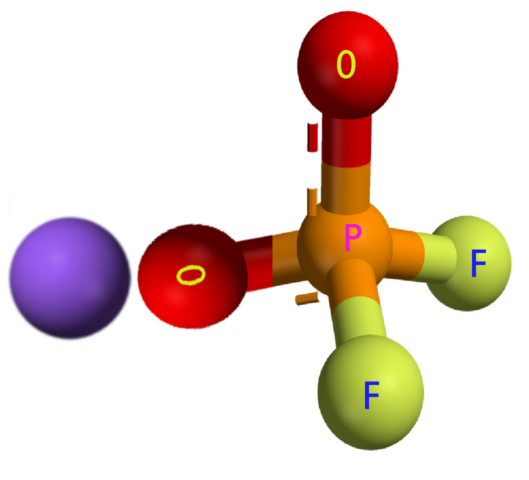
Difluorophosphate Sodium

Le difluorophosphate est un anion de formule PO2F2−.
Les composés contenant du difluorophosphate peuvent l'avoir comme un simple ion non négatif, il peut servir comme ligand difluorophosphato où il est lié par une liaison covalente à un ou deux atomes métalliques, ou continuer à former un solide en réseau. Il peut être lié de manière covalente à un non-métal ou à une fraction organique pour former un ester ou un amide.
Le sel d'ammonium du difluorophosphate est formé en traitant le pentoxyde de phosphore avec du fluorure d'ammonium. C'est ainsi que l'ion a été fabriqué pour la première fois par son inventeur, Willy Lange, en 1929,.